# Калкаска (Мичиген)
Калкаска (енгл. Kalkaska) град је у америчкој савезној држави Мичиген.

## Демографија
По попису из 2010. године број становника је 2.020, што је 206 (-9,3%) становника мање него 2000. године.
| Група             | 2000.         | 2010.         |
| Белци             | 2.131 (95,7%) | 1.904 (94,3%) |
| Афроамериканци    | 15 (0,7%)     | 12 (0,6%)     |
| Азијати           | 16 (0,7%)     | 12 (0,6%)     |
| Хиспаноамериканци | 21 (0,9%)     | 36 (1,8%)     |
| Укупно            | 2.226         | 2.020         |